# 沖天小子
《沖天小子》（英文：The Peak of Passion），是香港TVB於1992年首播的時裝電視劇，由草蜢成員蔡一傑、蔡一智、蘇志威及張智霖領銜主演，並由馮曉文、唐韋琪及阮兆祥聯合主演，監製李國立。主題曲及插曲由草蜢及張智霖主唱。
本劇是草蜢全員唯一一同主演的劇集，亦是張智霖首部劇集。
本劇曾於2009年3月17日18:00命名為《戲說當年：冲天小子》在TVB星河頻道重播，於2011年6月6日以《翡翠星力量...張智霖》名義被安排於無綫收費電視經典台逢星期一至五播映。於2014年8月8日至8月16日期間命名為《翡翠星力量-沖天小子》被安排於無綫網絡電視經典台逢星期一至五下午4:15及晚上9:30播出[a]。

## 故事大綱
高文健（蔡一傑飾）自幼喪父，誤入歧途，因誤殺而被判入獄，幸得福利官鄭秋萍（馬清儀飾）鼓勵，痛改前非，潛心苦讀，在會考中取得優異成績，被推薦参加外展青年訓練中心的體能訓練，並於活動中結識了一班爬山愛好者張培俊（張智霖飾）、陳錦安（蔡一智飾）、卓浩倫（蘇志威飾）等，眾人更相約一年後征服聖母峰。
隊員中各有不同目標，經紀卓浩倫欲惜爬山協助推銷商品；大學生張培俊則纯為表現自己，争取榮耀。原來培俊之父張金滿（陳狄克飾）為過氣球星，因使用茅招為人所不恥，培俊因此刻意隱瞞二人的父子關係。陳錦安因母親王玉清（黃愷欣飾）過度呵護，形成懦弱性格，自與文健結識後，逐漸建立信心，兩人不單組成爬山隊召集好友練習爬山，並與眾合作經營船廠籌募爬山經費。

## 劇情简介
高文健（蔡一杰）自幼丧父，误入歧途，因误杀青年陈锦明被判入狱，母亲亦因刺激过度辞世，健极度沮丧，幸得福利官郑秋萍（马清仪）鼓励，痛改前非，潜心苦读，卒能在会考中取得优异成绩，被推荐参加外展青年训练中心的体能训练，与教练梁志刚（黎汉持），亦即萍前夫，建立亦帅亦友的感情，并於活动中结识一班爬山爱好者，相约一年後征服圣母峰。健出狱後寄居萍家，与萍女梁丹蕾（冯晓文）成斗气冤家蕾自澳洲返港渡假，一心想拉拢父母复合。陈锦安（蔡一智）因母亲王玉清（黄恺欣）过度呵护，形成懦弱性格，自与健结识後，逐渐健立信心，两人不单组成爬山队召集好友练习爬山，并与众合作经营船厂筹募爬山经费。队员中各有不同目标，经纪卓浩伦（蘇志威）欲惜爬山协助推销商品；大学生张培俊（张智霖）则纯为表现自己，争取荣耀。原来俊父张金满（陈狄克）为过气球星，因使用茅招为人不齿，俊逐隐瞒与父关系。健偶然认识飞女张倩仪（唐韦琪），仪为俊之妹并对健钟情，不过健郤暗恋蕾，而蕾与俊相爱，健暗神伤，埋首工作及练习。岂料船厂遭火焚毁，众人心血毁於一旦，而健监趸身份暴露，与众人反目成仇。同时健赫然发现自己患上血癌‧‧‧‧‧‧究竟健能否完成志愿征服圣母峰呢？

## 演員表

### 高家
| 演員           | 角色   | 暱稱/關係 |
| －             | 高 父  | 高文健之父 祖屋位於錦田 在健小時候為捉鸟巢给健不填堕崖身亡 |
| 陳子豪（童年） | 高文健 | 霹雳仔 更生人士→派傳單→爬山用品售貨員→酒保→玩具公司文員→開般廠 年幼時目睹父親堕涯，為擺脱陰影而成為爬山愛好者 自小丧父，误入歧途，因一次打鬥事件犯下误杀罪，入獄8年，在狱中發奮學習成绩優異，並痛改前非 樂天積極，有正義感，樂於助人，見義勇為，身手敏捷 於外展活動認識陳錦安、卓浩倫、張培俊、梁丹蕾等人而成為好友 暗恋梁丹蕾，後为其男友 於第13集確诊患上血癌，放第15集獲陳锦安捐赠骨髓康復 |
| 蔡一傑         | 高文健 | 霹雳仔 更生人士→派傳單→爬山用品售貨員→酒保→玩具公司文員→開般廠 年幼時目睹父親堕涯，為擺脱陰影而成為爬山愛好者 自小丧父，误入歧途，因一次打鬥事件犯下误杀罪，入獄8年，在狱中發奮學習成绩優異，並痛改前非 樂天積極，有正義感，樂於助人，見義勇為，身手敏捷 於外展活動認識陳錦安、卓浩倫、張培俊、梁丹蕾等人而成為好友 暗恋梁丹蕾，後为其男友 於第13集確诊患上血癌，放第15集獲陳锦安捐赠骨髓康復 |

### 梁家
| 演員   | 角色   | 暱稱/關係 |
| 黎漢持 | 梁志剛 | 梁sir 爬山敎練、外展中心總教練 鄭秋萍分居多年之夫，後復合 梁丹蕾之父 於外展活動當敎官而與高文健、張培俊、陳锦安、卓浩倫等人结缘，並與梁丹蕾相認                                                                       |
| 馬清儀 | 鄭秋萍 | Sally、Madam鄭、Miss鄭 福利官 梁志剛分居多年之妻，後復合 梁丹蕾之母 高文健狱中的輔導員 居住紫蘭臺 |
| 冯晓文 | 梁丹蕾 | Amanda 澳洲留學→回港 梁志刚、鄭秋萍之女 為接近父親梁志光，化名朱家文参加外展 於外展活動認識高文健、張培俊、陳錦安、卓浩倫等人而成為好友 溫婉可人，优雅大方 張培俊之女友，後分手 高文健暗恋對象，後为其女友 居住紫蘭臺 |

### 張家
| 演員   | 角色   | 暱稱/關係 |
| 陳狄克 | 張金满 | 過气足球员、的士司机 張培俊、張倩儀之父 本與两名子女關係惡劣，後经高文健的幫忙，關係漸漸修复 |
| 張智霖 | 張培俊 | Frankie 大學生 爬山爱好者 飛車黨 張金满之長子 張倩儀之兄 於外展活動認識高文健、陳錦安、卓浩倫、梁丹蕾等人而成为好友 梁丹蕾之男友，後分手 持才傲物，好高骛远，為筹钱爬山而被贩毒份子利用，後得高文健仗义相助，免闯大祸 |
| 唐韋琪 | 張倩儀 | Wasabi 1974年出生 不良少女 張金满之幼女 张培俊之妹 喜欢高文健 受家境受影响，终日無所事事，不務正业，更染上毒隐，後得高文健開導，重回正途 陳錦安暗恋對象，後为其女友                                                   |

### 陳家
| 演員   | 角色   | 暱稱/關係 |
| 麥皓為 | 陳國南 | 陳氏玩具製品廠老闆 王玉菁之丈夫 陳錦明、陳錦安之父 居住西貢別墅 |
| 黃愷欣 | 王玉菁 | 陳國南之妻子 陳錦明、陳錦安之母 居住西貢別墅 |
| 何振聲 | 陳錦明 | 陳國南、王玉菁之長子 陳錦安之兄 因一次到茶餐厅買外卖巧遇打鬥事件，混乱中被高文健错手殺死（1984年4月8日） |
| 蔡一智 | 陳錦安 | 陳氏玩具製品廠太子 陳國南、王玉菁之次子 陳錦明之弟 卓浩倫之好友 於外展活動認識高文健、張培俊、梁丹蕾等人而成為好友 自失去兄長後，被父母過份溺爱，養成懦弱自卑的性格，認識高文健後，受對方的鼓励和影响，慢慢建立自信，得知高文健为误杀其兄的兇手後反目，後和好 暗恋張倩儀，後为其男友 於第15集捐赠骨髓给高文健 居住西貢別墅 |

### 其他演員
- 蘇志威 飾 卓浩倫（市场营业员＆带货经纪；唯利是圖，贪小便宜，是財如命，但心地善良；陳錦安之好友；於外展活動認識高文健、張培俊、梁丹蕾等人而成為好友；曾为利益巴结古兆長）
- 阮兆祥 飾 古兆長（John少；卓浩倫的上司；为升職而参加外展活動，後因违反纪律被退出）
- 黃瑋琳 飾 阿　忠
- 鄭英龍 飾 阿　仁
- 黃天鐸 飾 肥Sir
- 羅樹淇[註 1] 飾 男童院監督
- 麥嘉倫 飾 Adam（外展學员）
- 莫燕嫦 飾 Carol（外展學员）
- 彭峻輝 飾 Don（外展學员）
- 王維德 飾 Eric（外展學员）
- 莊慧思 飾 Fanny（外展學员）
- 林家棟 飾 Bon（外展學员）
- 陳　蕊 飾 Suki
- 鄭君寧 飾 同學甲
- 葉振聲 飾 同學乙
- 方　傑 飾 校　長
- 何璧堅 飾 經　理
- 容嘉勵 飾 秘　書
- 馮瑞珍 飾 大　嬸
- 黎秀英 飾 大　嬸
- 千　秋 飾 陳家菲傭
- 劉桂芳 飾 Mary/安秘書
- 陳中堅 飾 何主任
- 虞天偉 飾 老
- 梁美鳳 飾 秘　書
- 方　強 飾 包租公
- 郭智坤 飾 客　甲
- 何浩源 飾 俊同學
- 王偉樑 飾 John（俊同學）
- 梁崇任 飾 職員甲
- 李慧敏 飾 職員乙
- 李衛民 飾 Peter（张倩儀前男友）
- 王翠玉 飾 Amy
- 溫雙燕 飾 老闆娘
- 梁健平 飾 醫　生
- 石　雲 飾 的士佬甲
- 鄧煜榮 飾 的士佬乙
- 凌　漢 飾 的士佬丙
- 陳燕航 飾 護　士
- 衛　昇 飾 民安隊長
- 劉超凡 飾 記者甲
- 賴榮顯 飾 司　儀
- 李國輝 飾 侍　應
- 張　倫 飾 大隻佬甲
- 高冠山 飾 大隻佬乙
- 孫季卿 飾 陳　伯
- 白　蘭 飾 陳伯母
- 吳騰義 飾 教　練
- 江浩洋 飾 客　甲
- 李淑顏 飾 女DJ
- 鄧汝超 飾 四眼仔
- 游　飈 飾 飛仔甲
- 戴少民 飾 飛仔乙
- 黃思恩 飾 酒吧老板
- 楊建武 飾 飛仔丙
- 張北雲 飾 飛仔丁
- 黃潔冰 飾 職　員
- 游潔冰 飾 教　師
- 葉志華 飾 飛　仔
- 司徒波比 飾 飛車黨甲
- 黃建峰 飾 飛車黨乙
- 郭卓樺 飾 飛車黨丙
- 陳勉良 飾 猥瑣佬
- 陳廣南 飾 記　者
- 鄭繼宗 飾 大　超
- 古瑞坤 飾 細　超
- 吳瑞庭 飾 喪　中
- 何昭傑 飾 發
- 江浩洋 飾 白
- 姚安娜 飾 Ann（高文健前女友）
- 呂劍光 飾 紋身店老板
- 黃志明 飾 李先生
- 王偉樑 飾 James/John
- 李耀敬 飾 教　練
- 蔡欣樺 飾 太　太
- 李子奇 飾 Philip
- 邵卓堯 飾 打　手
- 廖麗麗 飾 中年女人
- 梁少狄 飾 大哥雄
- 黃靜宜 飾 護　士
- 黃成想 飾 醫　生
- 蘇恩磁 飾 媽　咪
- 羅雪玲 飾 影相妹
- 劉煒全 飾 CID甲
- 李煌生 飾 CID乙
- 吳仕德 飾 CID丙
- 张百贤 飾 Ben
- 梁建平 飾 醫　生
- 陳燕航 飾 護　士
- 侯振宇[註 2] 飾 Bruce
- 左健斌[註 3] 飾 小　孩

## 外景
- 幸福中心
- 海軍大廈（現中國恆大中心）
- 聖母醫院
- 立法局大樓（現終審法院大樓），皇后像廣場
- 雅息士道休憩公園
- 雍雅山房（已結業）
- 紫蘭台
- 大埔工業中心

## 音乐
本劇主題曲為草蜢主唱的《三分鐘放縱》，更有兩首插曲及片尾曲，分別是張智霖主唱的《傷心者的眼光》，以及草蜢主唱的《每一些也是情》。
在第1集，一眾男童院囚友齊聲唱出草蜢歌曲《Lonely》。
在第2集，古兆長哼著郭富城的《Tell Me Why》。
在第4集，眾外展學員在效外一同高唱譚咏麟歌曲《朋友》。
在第4集，阿健在車上哼著劉德華的《不需要愛情》，同一集，阿健洗碗時哼著張學友的《愛得比你深》。
在第5集，阿健哼出粤曲《山伯臨終》，接著又和陳國南一起粤曲《凰閣恩仇未了情》。
在第7集，與阿健同院的四眼仔哼著張智霖及許秋怡的合唱歌曲《現代愛情故事》和鄭錦昌歌曲《鄉下佬出城》。
在第8集，Amanda生日会中，卡啦OK点播張國榮及梅艷芳的合唱歌曲《缘份》。
在第11集，陳國南在家中的卡啦OK點唱粤曲《凰閣恩仇未了情》。
在第11集，阿健工作的酒店播出草蜢的《歲月燃燒》。
在第13集，Wasabi哼著張智霖及許秋怡的合唱歌曲《現代愛情故事》。
在第19集，Amanda家中電視播出長壽綜藝節目《歡樂今宵》主題曲。
在第20集，阿俊家中電視播出處境劇《卡拉屋企》主題曲《香港新姿態》。

## 配樂
本劇主題曲《三分鐘放縱》的輕快及慢板變奏
Simon Mark Stirling《Titan》
Alex de Grassi《Clockwork》
Geoffrey Bastow《Successful Enterprise》
William Goldstein《In The Beginning》
Valentino《Sad Suspense》
Vangelis《Eric's Theme》
James Newton Howard《Body Bombing》
Larry Carlton《Chapter II》
David Garfield and Friends
《Brewy's Bag》
鷺巣詩郎《Be Your Only One》橙路
川井憲次《そして、夜明け》
James Newton Howard《Love Theme》
神思者《Theme of Bunsei》
Kenny G & James Newton Howard 《Hillary's Theme》
James Newton Howard《The Clock》
James Newton Howard《Love Montage》
久石讓《愛のテーマ（For Maggie）》
Matthias Frey《Der Abschied》
S AJohnson《Torchbearer》
T Stanswick《In The Slipstream》

## 軼事
- 本劇是草蜢三位成员蔡一傑、蔡一智、蘇志威唯一一部共同主演的劇集，现实中是亲兄弟的蔡一傑、蔡一智在剧中扮演無血缘关系的好友，而且胞弟蔡一傑的角色年龄更比胞兄蔡一智扮演的角色大。
- 本劇是蔡一傑唯一演出的劇集。
- 本劇是蔡一智、蘇志威、張智霖、唐韋琪及阮兆祥首次參演的電視作品。
- 據蔡一智蔡一傑兄弟憶述，两人拍摄本劇期間，蔡母正病危，两人需要为拍摄工作與探望病母两边奔走，在情绪管理上相當勞累，不久蔡母也未能戰勝病魔而離世。

## 外部連結
- 豆瓣电影上《沖天小子》的資料 （简体中文）
- 無綫電視官方網頁(TVB星河頻道) - 冲天小子[]

^ a.其中8月8日凌晨首播改為01:45-02:45播出（只播映一集），8月15日及16日凌晨首播改為01:00-03:45（每次播映三集）。
1. ↑  .   [2021-08-06]. （原始内容存档于2021-08-06）.